# Mesophthirus engeli
Mesophthirus engeli (лат.) — вид вымерших насекомых, единственный в составе рода Mesophthirus и семейства Mesophthiridae, близкого к пухоедам и вшам. Предположительно, паразиты перьевого покрова оперённых динозавров. Обнаружены в меловых бирманских янтарях из отложений Юго-Восточной Азии (штат Качин, около Мьичина, север Мьянмы, около 100 млн лет). Видовое название дано в честь крупного палеоэнтомолога Майкла Энджела.

## Описание
Мелкого размера насекомые, длина тела нимф около 0,2 мм, длина усиков около 50 мкм, длина конечностей около 100 мкм. Описание сделано по преимагинальным стадиям развития: микроскопическим бескрылым шестиногим нимфам. Имеют ряд эктопаразитарных морфологических признаков, таких как крошечное бескрылое тело, голова с сильными жевательными ротовыми частями, крепкие и короткие усики с длинными щетинками, ноги с одним единственным коготком на лапках, ассоциированным с двумя дополнительными длинными щетинками. Нимфы сохранились в янтаре вместе с частично поврежденными перьями динозавров, повреждение которых, вероятно, было вызвано поведением этих насекомых в время питания покровами. Обнаруженные перья имели длину около 13 мм и принадлежали представителю группы целурозавров.

## Систематика
Вид Mesophthirus engeli был впервые описан по материалам из бирманского янтаря (Мьянма) в 2019 году китайскими энтомологами (Taiping Gao, Chungkun Shih, Dong Ren, Китай) и российским палеоэнтомологом Александром Павловичем Расницыным (Палеонтологический институт РАН, Москва). Видовое название M. engeli дано в честь американского палеоэнтомолога Майкла Энджела (Michael S. Engel), внёсшего крупный вклад в исследование ископаемых насекомых. Таксон Mesophthirus engeli включён в состав монотипического рода Mesophthirus и семейства Mesophthiridae. Родовое название Mesophthirus происходит от двух слов: греческого префикса Meso и слова phthirus (вошь). Точная принадлежность к отряду не определена, но отмечена близость к Liposcelidae + Phthiraptera (отряд пухоедов и вшей). Эта новая клада насекомых (Mesophthiridae) демонстрирует ряд эктопаразитарных морфологических признаков и говорит о том, что питание в перьевом покрове у насекомых возникло, по крайней мере, в середине мела, сопровождая начальный процесс видообразования пернатых динозавров, включая ранних птиц. Согласно альтернативной интерпретации, Mesophthirus относятся к Coccoidea.
Ранее ископаемые остатки самого древнего пухопероеда Megamenopon rasnitsyni  были обнаружены в 2004 году в эоценовых отложениях Германии (Eifel Formation) возрастом около 44 млн лет.